# MNG Airlines
MNG Airlines er et fragtselskab, som har hovedkontor i Istanbul, Tyrkiet. Det driver planlagte services og charterservices til Mellemøsten, Fjernøsten, USA og europæiske lande. Dets hovedflyvepladser er Atatürk International Airport, Antalya Airport og Brussels Airport.

## Historie
Flyselskabet blev grundlagt i 1996 og startede driften den 30. november 1997. Transatlantiske services begyndte i 1998 med en flyvning fra Frankfurt til Toronto og derefter planlagte flyvninger til USA den 8. november 1998. I midten af år 2002 blev passagerservice også tilføjet. I 2005 vandt MNG Airlines en pris fra Airbus for 100% pålidelighed for den 30-årige Airbus A300. I 2006 ophørte alle passagerservices. Kun fragtflyvninger fortsætter.

## Destinationer
MNG Airlines driver fragtservice til følgende destinationer fra Istanbul:
- Hahn (Frankfurt-Hahn Airport)
- Luton (London Luton Airport)
- Milano (Malpensa International Airport)
- Paris (Aéroport Paris-Charles de Gaulle)
- Tallinn (Tallinn Airport)

## Services
MNG's kunder er :
- Air France
- Cargolux
- DHL
- Emirates
- Lufthansa
- Pakistan International Airlines
- Royal Mail
- TAP Portugal
- Turkish Airlines
- UPS

## Flåde
MNG's flåde består af følgende fly(13. marts 2010):
- 6 Airbus AB300-B4
- 2 Airbus AB300-600
- 1 Boeing B737-400